# Haplogrup mitocondrial humà N
L'haplogrup mitocondrial humà N és un haplogrup humà que es distingeix per l'haplotip dels mitocondris.
És un haplogrup enorme escampat a molts continents, és una branca de l'haplogrup africà L3, i es creu que es va originar en aquest continent fa uns 60.000 anys.
Es creu que aquest haplogrup i l'M representen la migració inicial dels humans moderns a fora d'Àfrica. És l'haplogrup ancestral de la majoria d'haplogrups europeus i molts d'Euroasiàtics.
Els haplogrups descendents inclouen el macro haplogrup R (i els seus descendents) i els haplogrups N1, A, I, W, i X.